# Justyna Święty-Ersetic
Justyna Święty-Ersetic (née le 3 décembre 1992 à Racibórz) est une athlète polonaise, spécialiste du 400 mètres.

## Biographie
Le 19 mars 2016, Święty se classe 5e des championnats du monde en salle de Portland sur 400 m en 52 s 46, loin derrière la vainqueure Bahraïni Kemi Adekoya (51 s 45). Le lendemain, elle devient vice-championne du monde en salle avec ses coéquipières du relais 4 x 400 m derrière les États-Unis (3 min 26 s 38) mais devant la Roumanie (3 min 31 s 31).
Le 8 juillet, la Polonaise se classe 6e de la finale du 400 m des Championnats d'Europe d'Amsterdam en 51 s 96.
Le 11 juin 2017, lors des FBK Games d'Hengelo, Justyna Swiety porte son record personnel à 51 s 15, explosant très largement son ancienne marque de 51 s 62. Elle établit par la même occasion un record du meeting.
Blessée à la cheville quelques semaines avant l'échéance, la Polonaise échoue en séries du 400 m des championnats du monde de Londres, début août, en 53 s 65. Elle remporte tout de même au sein du relais 4 x 400 m la médaille de bronze, sa première médaille mondiale en plein air. Le 28 août 2017, elle décroche la médaille d'or de l'Universiade à Taipei sur le relais 4 x 400 m, en 3 min 26 s 75.
Le 15 février 2018, à Toruń, Justyna Święty-Ersetic bat le record de Pologne du 400 m en salle en 51 s 78. Elle termine 2e derrière Lea Sprunger (51 s 28). Le 3 mars, elle échoue au pied du podium des championnats du monde en salle de Birmingham en 51 s 85, à 25 centièmes de la médaille de bronze. Le lendemain, elle décroche la médaille d'argent du relais 4 x 400 m en 3 min 26 s 09, record de Pologne en salle.
Le 10 août 2018, dans le stade olympique de Berlin, Justyna Święty-Ersetic remporte la finale du 400 m des championnats d'Europe en battant son record personnel et la meilleure performance européenne de l'année en 50 s 41. Première Polonaise titrée sur cette épreuve, elle devance sur le podium la Grecque María Belibasáki (50 s 45) et la Néerlandaise Lisanne de Witte (50 s 77).
Elle se classe 7e des championnats du monde 2019 à Doha sur 400 m en 50 s 95.
Lors des Championnats d'Europe en salle 2021, elle bat le record de Pologne du 400 m en 51 s 34.

## Vie privée
En septembre 2017, elle se marie avec le lutteur polonais Dawid Ersetic.

## Palmarès
| Date | Compétition                        | Lieu                               | Résultat | Épreuve         | Temps         |
| ---- | ---------------------------------- | ---------------------------------- | -------- | --------------- | ------------- |
| 2010 | Championnats du monde juniors      | Moncton                            | 8e       | 4 x 400 m       | —             |
| 2011 | Championnats d'Europe juniors      | Tallinn                            | 2e       | 4 × 400 m       | 3 min 35 s 35 |
| 2012 | Championnats d'Europe              | Helsinki                           | 8e       | 4 × 400 m       | 3 min 30 s 17 |
| 2013 | Championnats d'Europe espoirs      | Tampere                            | 3e       | 400 m           | 52 s 22       |
| 2013 | Championnats d'Europe espoirs      | Tampere                            | 1re      | 4 × 400 m       | 3 min 29 s 74 |
| 2013 | Championnats du monde              | Moscou                             | 8e       | 4 x 400 m       | —             |
| 2014 | Championnats du monde en salle     | Sopot                              | 4e       | 400 m           | 52 s 20       |
| 2014 | Championnats du monde en salle     | Sopot                              | 4e       | 4 × 400 m       | 3 min 29 s 89 |
| 2014 | Relais mondiaux de l'IAAF          | Nassau                             | 5e       | 4 × 400 m       | 3 min 27 s 37 |
| 2014 | Championnats d'Europe              | Zurich                             | 5e       | 4 × 400 m       | 3 min 25 s 73 |
| 2015 | Championnats d'Europe en salle     | Prague                             | 3e       | 4 × 400 m       | 3 min 31 s 90 |
| 2015 | Relais mondiaux de l'IAAF          | Nassau                             | 5e       | 4 × 400 m       | 3 min 29 s 30 |
| 2015 | Universiade                        | Gwangju                            | 6e       | 400 m           | 42 s 44       |
| 2015 | Universiade                        | Gwangju                            | 1re      | 4 x 400 m       | 3 min 31 s 98 |
| 2016 | Championnats du monde en salle     | Portland                           | 5e       | 400 m           | 52 s 46       |
| 2016 | Championnats du monde en salle     | Portland                           | 2e       | 4 x 400 m       | 3 min 31 s 15 |
| 2016 | Championnats d'Europe              | Amsterdam                          | 6e       | 400 m           | 51 s 96       |
| 2016 | Championnats d'Europe              | Amsterdam                          | 4e       | 4 x 400 m       | 3 min 27 s 60 |
| 2016 | Jeux olympiques                    | Rio de Janeiro                     | 6e       | 4 x 400 m       | 3 min 27 s 28 |
| 2017 | Championnats d'Europe en salle     | Belgrade                           | 3e       | 400 m           | 52 s 52       |
| 2017 | Championnats d'Europe en salle     | Belgrade                           | 1re      | 4 x 400 m       | 3 min 29 s 94 |
| 2017 | Relais mondiaux de l'IAAF          | Nassau                             | 2e       | 4 × 400 m       | 3 min 28 s 28 |
| 2017 | Championnats du monde              | Londres                            | 3e       | 4 x 400 m       | 3 min 25 s 81 |
| 2017 | Universiade                        | Taipei                             | 1re      | 4 x 400 m       | 3 min 26 s 75 |
| 2018 | Circuit mondial en salle de l'IAAF | Circuit mondial en salle de l'IAAF | 3e       | 400 m           | détails       |
| 2018 | Championnats du monde en salle     | Birmingham                         | 4e       | 400 m           | 51 s 85       |
| 2018 | Championnats du monde en salle     | Birmingham                         | 2e       | 4 x 400 m       | 3 min 26 s 09 |
| 2018 | Coupe du monde                     | Londres                            | 3e       | 400 m           | 51 s 89       |
| 2018 | Championnats d'Europe              | Berlin                             | 1re      | 400 m           | 50 s 41       |
| 2018 | Championnats d'Europe              | Berlin                             | 1re      | 4 x 400 m       | 3 min 26 s 59 |
| 2018 | Coupe continentale                 | Ostrava                            | 6e       | 400 m           | 51 s 64       |
| 2019 | Championnats d'Europe en salle     | Glasgow                            | 6e       | 400 m           | 52 s 64       |
| 2019 | Championnats d'Europe en salle     | Glasgow                            | 1re      | 4 x 400 m       | 3 min 28 s 77 |
| 2019 | Relais mondiaux de l'IAAF          | Yokohama                           | 1re      | 4 x 400 m       | 3 min 27 s 49 |
| 2019 | Championnats d'Europe par équipes  | Bydgoszcz                          | 1re      | 400 m           | 51 s 24       |
| 2019 | Championnats d'Europe par équipes  | Bydgoszcz                          | 1re      | 4 x 400 m       | 3 min 24 s 81 |
| 2019 | Ligue de diamant                   | Ligue de diamant                   | 5e       | 400 m           | 51 s 54       |
| 2019 | Championnats du monde              | Doha                               | 7e       | 400 m           | 50 s 95       |
| 2019 | Championnats du monde              | Doha                               | 2e       | 4 x 400 m       | 3 min 21 s 89 |
| 2019 | Championnats du monde              | Doha                               | 5e       | 4 x 400 mixte   | 3 min 12 s 33 |
| 2019 | Jeux mondiaux militaires           | Wuhan                              | 1re      | 4 x 400 m       | 3 min 27 s 84 |
| 2019 | Jeux mondiaux militaires           | Wuhan                              | 3e       | 400 m           | 52 s 19       |
| 2020 | Circuit mondial en salle de l'IAAF | Circuit mondial en salle de l'IAAF | 1re      | 400 m           | détails       |
| 2021 | Championnat d'Europe en salle      | Toruń                              | 2e       | 400 m           | 51 s 41       |
| 2021 | Jeux olympiques                    | Tokyo                              | 1re      | 4 × 400 mixte   | 3 min 9 s 87  |
| 2022 | Circuit mondial en salle de l'IAAF | Circuit mondial en salle de l'IAAF | 1re      | 400 m           | 20 pts        |
| 2022 | Championnats du monde en salle     | Belgrade                           | 4e       | 400 m           | 51 s 40       |
| 2022 | Championnats du monde en salle     | Belgrade                           | 3e       | 4 × 400 m       | 3 min 28 s 59 |
| 2022 | Championnats du monde              | Eugene                             | 4e       | 4 x 400 mixte   | 3 min 12 s 31 |
| 2022 | Championnats d'Europe              | Munich                             | 2e       | 4 × 400 m       | 3 min 21 s 68 |
| 2024 | Relais mondiaux                    | Nassau                             | 2e       | 4 × 400 m       | 3 min 24 s 71 |
| 2024 | Jeux olympiques                    | Paris                              | 7e       | 4 × 400 m mixte | 3 min 12 s 39 |
| 2025 | Championnats du monde en salle     | Nankin                             | 2e       | 4 × 400 m       | 3 min 32 s 05 |

## Records
| Épreuve | Épreuve   | Temps        | Lieu    | Date         |
| ------- | --------- | ------------ | ------- | ------------ |
| 300 m   | Plein air | 36 s 50      | Ostrava | 20 juin 2019 |
| 400 m   | Plein air | 50 s 41      | Berlin  | 11 août 2018 |
| 400 m   | En salle  | 51 s 04 (NR) | Toruń   | 6 mars 2022  |